# Melanagromyza sojae
Espèce
Synonymes
- Agromyza sojae Zehntner, 1900 (protonyme)

Melanagromyza sojae est une espèce d'insectes diptères de la famille des Agromyzidae.

## Synonymes
Selon ITIS (30 mai 2014) :
- Agromyza producta Malloch, 1914 ;
- Agromyza prolifica Malloch, 1914 ;
- Agromyza squamata Becker, 1903.